# Alue Mudem
Alue Mudem is een bestuurslaag in het regentschap Aceh Utara van de provincie Atjeh, Indonesië. Alue Mudem telt 504 inwoners (volkstelling 2010).